# بارستو (واشینگتن)
بارستو (به انگلیسی: Barstow) یک منطقهٔ مسکونی در ایالات متحده آمریکا است که در شهرستان فری، واشینگتن واقع شده‌است. بارستو ۱٫۴۵ کیلومتر مربع مساحت و ۵۹ نفر جمعیت دارد و ۴۲۶٫۷۳ متر بالاتر از سطح دریا واقع شده‌است.